# Ivanovca, Fălești
Ivanovca (Ivănești) este un sat situat în vestul Republicii Moldova, în Raionul Fălești. Aparține administrativ de comuna Natalievca. La recensământul din 2004 avea o populație de 19 locuitori.